# Eubela sofia
Eubela sofia là một loài ốc biển, là động vật thân mềm chân bụng sống ở biển trong họ Conidae.